# Franciscus Gijsbrechts

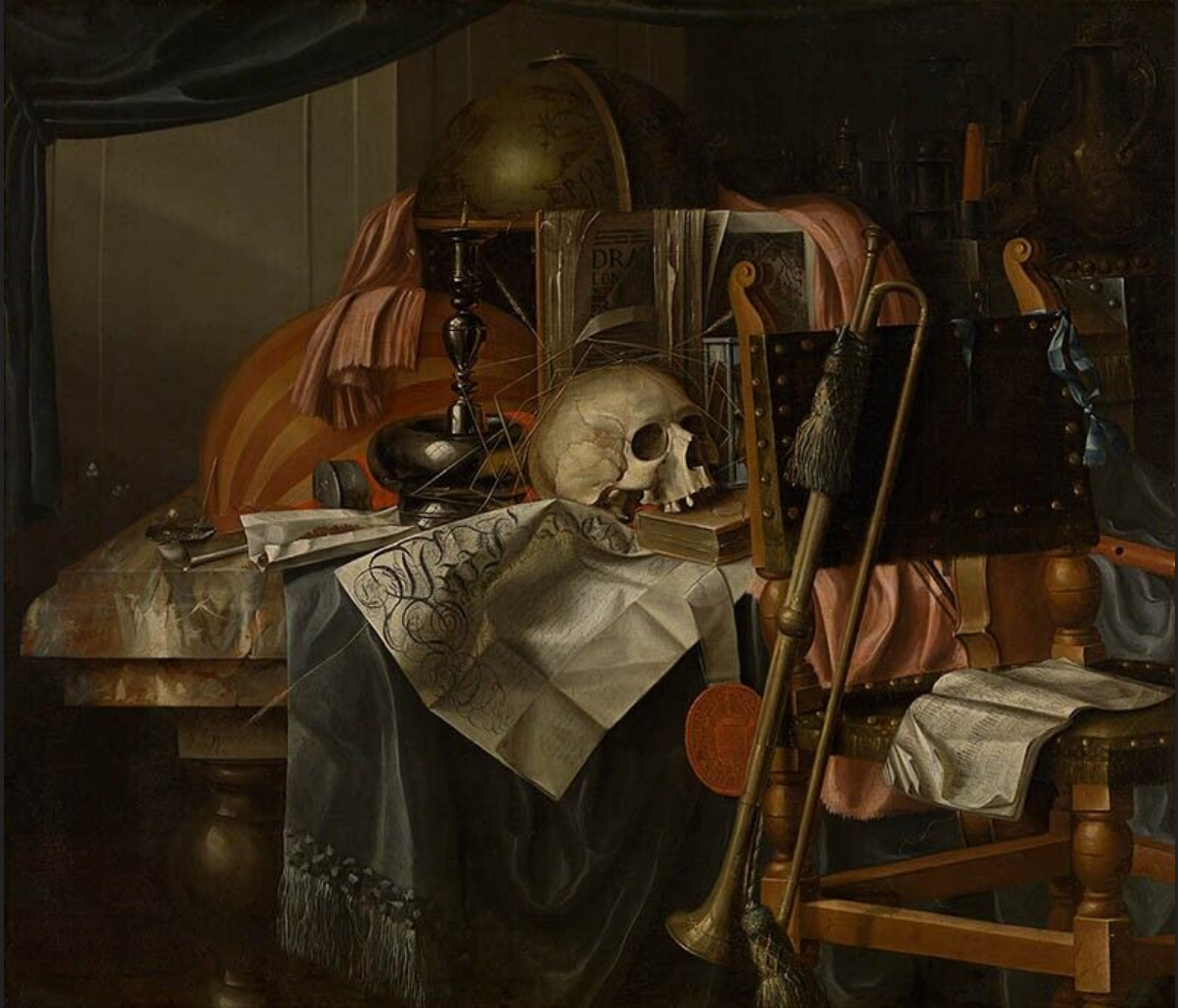
Vanitas

Franciscus Gijsbrechts (auch Gysbrechts; getauft am 25. Februar 1649; † nach 1676) war ein flämischer Maler von Stillleben, vor allem Vanitas-Stillleben und Trompe-l’œils.  Er arbeitete in der zweiten Hälfte des siebzehnten Jahrhunderts in den spanischen Niederlanden, Dänemark und Holland. Wie sein Vater, spezialisierte er sich auf Trompe-l’œil, ein Genre, das mit illusionistischen Mitteln den Anschein erzeugt, dass es sich bei der gemalten, zweidimensionalen Komposition tatsächlich um ein dreidimensionales, reales Objekt handelt.

## Leben

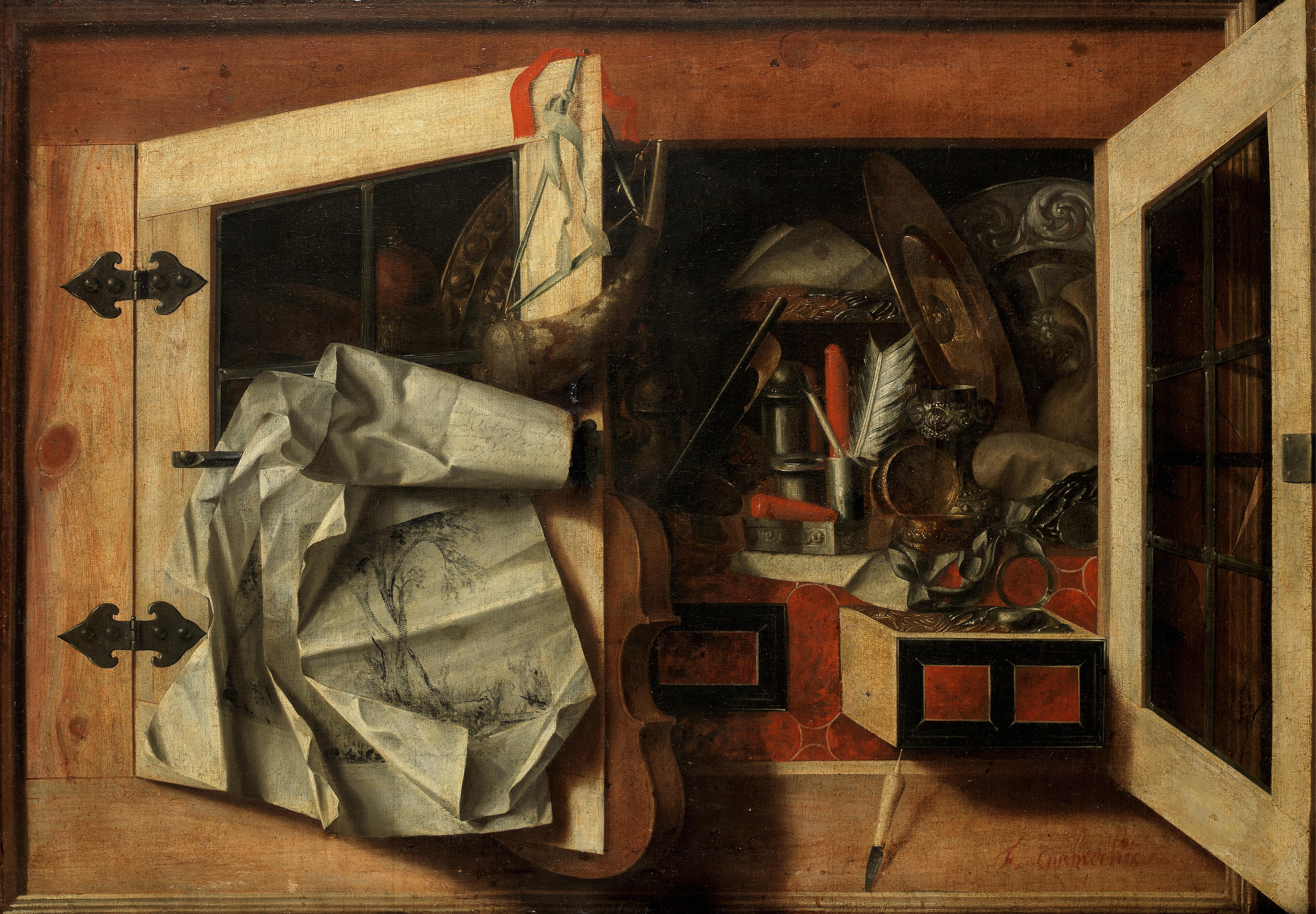
Trompe-l'oeil-Stillleben eines halboffenen Wandschranks, gefüllt mit Schreibgeräten, Silbergeschirr, einer Geige und einem Jagdhorn

Franciscus war der Sohn des Malers Cornelis Norbertus Gijsbrechts und Anna Moons. Er wurde am 25. Februar 1649 in der Pfarrei St. Jakobus in Antwerpen getauft.  Sein Vater war ein Stilllebenmaler und wahrscheinlich auch sein Lehrer.
Es ist möglich, dass er 1672 Assistent seines Vaters Cornelis Norbert Gijsbrechts am dänischen Hof in Kopenhagen war. Diese Verbindungen zum Hof zeigen sich darin, dass ein 1672 datiertes Werk bereits vor 1689 in der dänischen Sammlung vorhanden war. Er könnte der Franciscus Gijsbrechts sein, der 1674 in Leiden tätig war. Im Jahr 1676 trat er der St.-Lukas-Gilde in Antwerpen als Wijnmeester bei, d. h. als Verwandter eines bestehenden Mitglieds. Dieser Eintrag in den Zunftbüchern ist die letzte Erwähnung von Franciscus Gysbrechts.

## Schaffen
Franciscus Gijsbrechts war ein Maler von Stillleben. Es ist möglich, dass er auch Landschaften malte, da Landschaften eines Gijsbrecht im 18. Jahrhundert in Kunstinventaren erwähnt wurden. Allerdings sind derzeit keine Landschaften von seiner Hand bekannt.
Der Großteil seiner Werke besteht aus Vanitas-Stillleben und Trompe-l’œils, die in Stil und Thematik denen seines Vaters ähnlich sind. Die Ähnlichkeit zwischen ihren Werken hat es schwierig gemacht, die Werke der beiden Künstler zu unterscheiden und einige Zuschreibungen sind umstritten. Es wird allgemein angenommen, dass der Stil seines Vaters barocker und seine Pinselführung weicher und fließender ist.

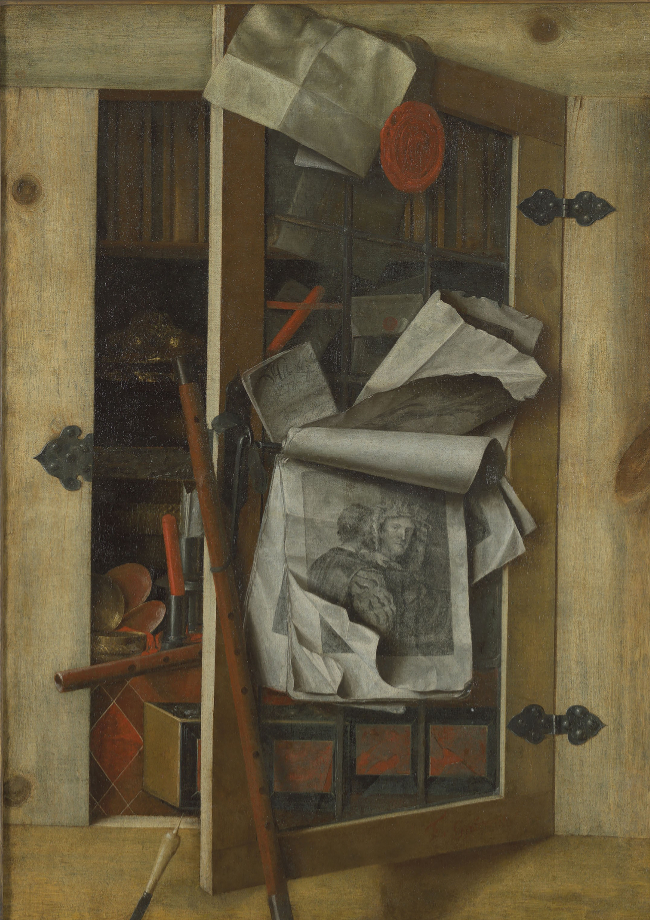
Trompe-l'oeil eines offenen Kabinetts mit einer Gravur von Tizians 'I Bravi'

### Trompe-l’œil
Gijsbrechts folgte seinem Vater, der sich als Maler auf die im 17. Jahrhundert außerordentlich beliebten Trompe-l’œil spezialisiert hatte und es in diesem Genre zur Perfektion gebracht. Eine der aufwändigeren Kompositionen in Franciscus’ Œuvre ist das Gemälde Trompe-l’oeil-Stillleben eines halboffenen Wandschranks, gefüllt mit Schreibgeräten, Silbergeschirr, einer Geige und einem Jagdhorn (um 1675, Bonhams London 4. Dezember 2019 los 24), der Inbegriff des Sammlerschranks und eine persönlichere Form der Wunderkammer. Während sein Vater das raffinierte Konstrukt des halb geöffneten Schranks eher einfach hielt, ging Franciscus noch einen Schritt weiter und gestaltete es komplizierter.

### Vanitas
Viele der bekannten Stillleben von Gijsbrecht fallen in die Kategorie der Vanitasbilder. Diese Gattung von Stillleben bietet eine Reflexion über die Bedeutungslosigkeit des irdischen Lebens und die Vergänglichkeit aller irdischen Güter und Bestrebungen. Diese Bedeutung wird in diesen Stillleben durch die Verwendung von Symbolen vermittelt, die auf die Vergänglichkeit der Dinge und insbesondere auf die Vergeblichkeit irdischen Reichtums verweisen: ein Totenkopf, Seifenblasen, Kerzen, leere Gläser, verwelkende Blumen, Insekten, Rauch, Uhren, Spiegel, Bücher, Sanduhren und Musikinstrumente, verschiedene teure oder exklusive Gegenstände wie Schmuck und seltene Muscheln. Der Begriff Vanitas (lat. = Schein, Nichtigkeit, Eitelkeit)je ist abgeleitet von der berühmten Zeile „Vanitas, Vanitas. Et omnia Vanitas“, aus dem Buch Prediger in der Bibel, die in der King-James-Bibel mit „Vanity of vanities, saith the Preacher, vanity of vanities; all is vanity.“
übersetzt wird.

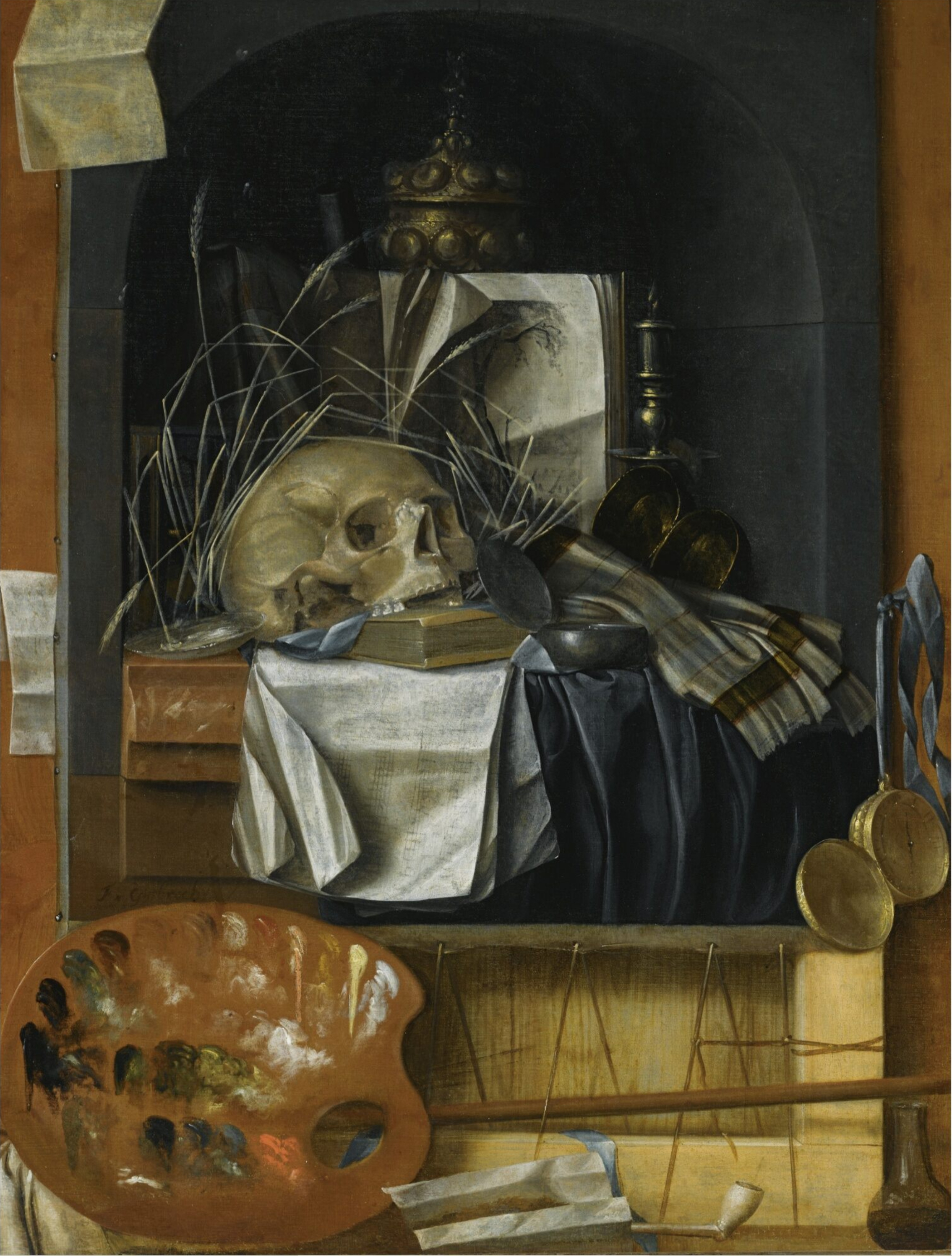
Trompe l’oeil eines Vanitas-Stilllebens mit einer Uhr, Rauch- und Malutensilien

Die Weltsicht hinter den Vanitas-Gemälden war ein christliches Verständnis der Welt als ein vorübergehender Ort flüchtiger Freuden und Sorgen, dem die Menschheit nur durch das Opfer und die Auferstehung Christi entkommen konnte. Während die meisten dieser Symbole auf die irdische Existenz (Bücher, wissenschaftliche Instrumente etc.) und Vergnügungen (eine Tabakpfeife) oder die Vergänglichkeit von Leben und Tod (Totenköpfe, Seifenblasen, leere Muscheln) verweisen, tragen einige der in den Vanitas-Gemälden verwendeten Symbole eine doppelte Bedeutung: Eine Rose oder ein Getreidehalm verweist ebenso auf die Kürze des Lebens wie sie ein Symbol für die Auferstehung Christi und damit das ewige Leben ist.
Im Trompe l’oeil eines Vanitas-Stilllebens mit einer Uhr, Rauch- und Malermaterialien (Sotheby’s 30. November 2010 Amsterdam, los 37) präsentiert Gijsbrechts ein virtuelles Inventar von Symbolen der Vergänglichkeit aus dem siebzehnten Jahrhundert: den Totenkopf, Rauchutensilien, künstlerische Werkzeuge, erloschene Kerze, eine Uhr und ein Getreidehalm, alle in stark illusionistischer Manier gemalt. Auf diese Weise verschmolz der Künstler seine bewährte Trompe-l’oeil-Technik mit dem Vanitas-Sujet.